# Peggoty Mutai
Peggoty Mutai (Kericho, años 1970) es una química e investigadora keniata. Su área de investigación se centra en la búsqueda de nuevos tratamientos contra gusanos parásitos.

## Trayectoria
Nacida en Kericho en la década de 1970, ha declarado que su pasión por la ciencia tiene su origen en su amor por la naturaleza y el entorno natural sereno en su infancia. Interesada en la medicina tradicional, se licenció en Ciencias y Farmacia en la Universidad de Nairobi, en 2004, y trabajó dos años en una farmacia antes de volver a la universidad para realizar un Máster en Farmacia y Análisis Farmacéutico, en 2009.
Después, inició sus estudios de doctorado sobre gusanos parásitos en la Universidad de Ciudad del Cabo, en Sudáfrica, que continuó en la Universidad McGill, en Canadá. En 2014 se doctoró en la Universidad de Ciudad del Cabo en 2014 con una tesis doctoral sobre gusanos parásitos y enfermedades tropicales desatendidas. Posteriormente investigó sobre tratamientos para ese tipo de enfermedades, entre las que se incluyem la tracoma, la elefantiasis o la oncocercosis.
En 214 se convirtió en profesora del Departamento de Farmacología y Farmacognosia de la Universidad de Nairobi y jefa de la sección de Farmacognosia.

## Reconocimientos
En 2012, fue una de los 15 becarios becarios elegidos por los Premios L'Oréal-UNESCO para Mujeres en Ciencia para recibir una beca internacional para proyectos de investigación.